# تشيسكا ليبا
تشيسكا ليبا (بالتشيكية: Česká Lípa)‏ هي بلدة في إقليم ليبيريتس في جمهورية التشيك، وهي مركز مقاطعة تشيسكا ليبا.
يبلغ عدد سكان هذه البلدة 40,225 حسب إحصاء في سنة 2009.

## توأمة
لتشيسكا ليبا اتفاقيات توأمة مع:
- برديوف

## أعلام
- بيتر كيلنر
- لوبوش بارتون
- جان فيشر
- هنتر بي. شيرلي

## اقرأ أيضاً
- مقاطعة تشيسكا ليبا